# Dubovoe (Oblast' autonoma ebraica)
Dubovoe (in lingua russa Дубовое) è un centro abitato dell'Oblast' autonoma ebraica, situato nel Birobidžanskij rajon.